# اچ‌ام‌اس تاکیتورن (پی۳۱۴)
اچ‌ام‌اس تاکیتورن (پی۳۱۴) (به انگلیسی: HMS Taciturn (P314)) یک زیردریایی بود که طول آن ۲۷۶ فوت ۶ اینچ (۸۴٫۲۸ متر) بود. این زیردریایی در سال ۱۹۴۴ ساخته شد.